# Neerlando-canadense
Neerlando-canadense (popularmente chamado holando-canadense) é um canadense que possui 
ascendentes neerlandeses (holandeses). Também são consideradas neerlando-canadenses  as pessoas nascidas nos Países Baixos mas radicadas no Canadá.
Os primeiros neerlandeses que imigraram para o Canadá foram neerlando-americanos. Logo depois vieram muitos imigrantes dos Países Baixos e uma onda de imigrantes entre 1800 e a Segunda Guerra Mundial. Os neerlandeses, uma das maiores minorias, se integram rapidamente. Eles se estabeleceram em Ottawa, Vancouver e Toronto.